# 데브레첸 국제공항

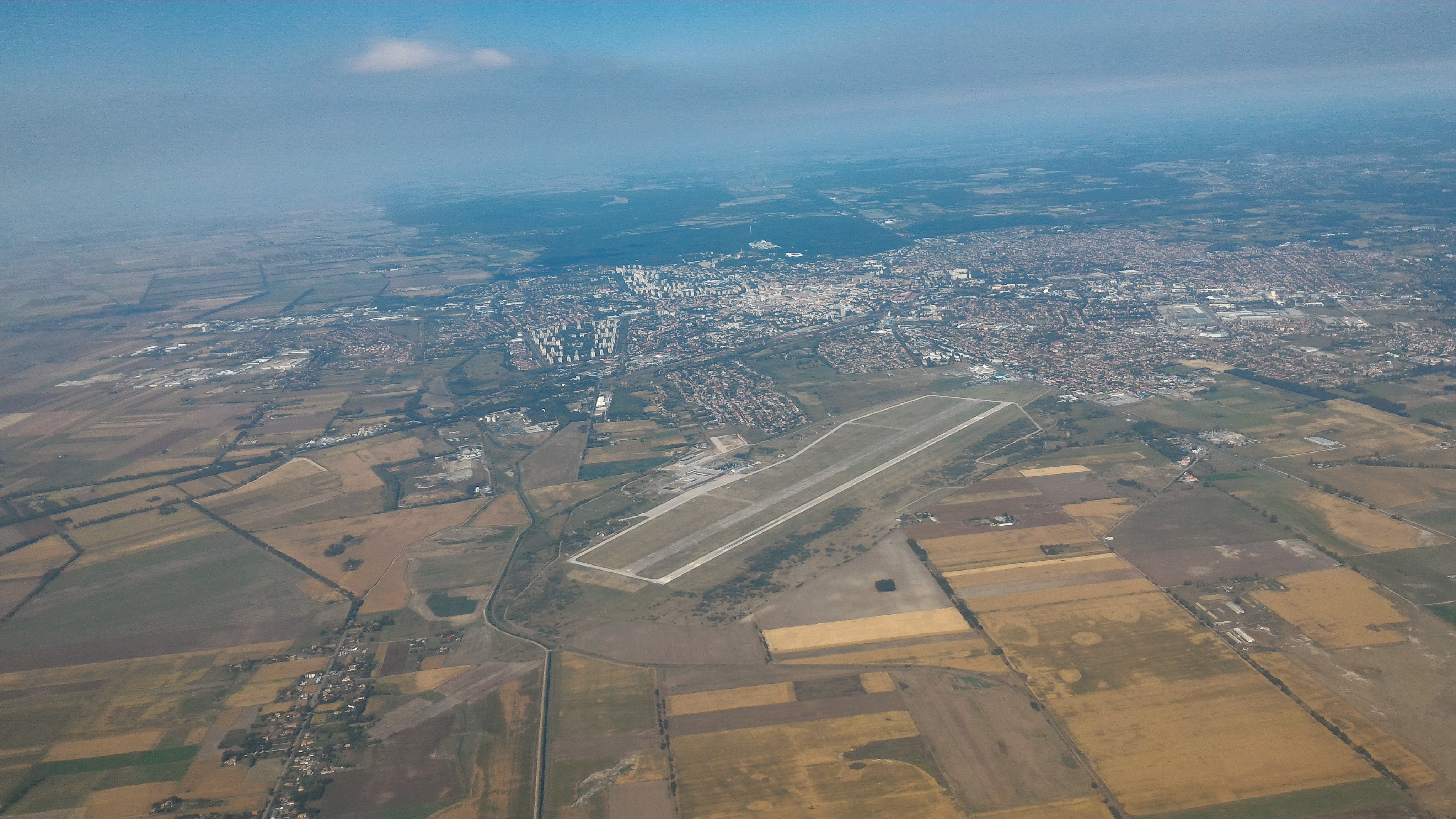
데브레첸 국제공항

데브레첸 국제공항(IATA: DEB, ICAO: LHDC, 헝가리어: Debreceni nemzetközi repülőtér)는 헝가리 허이두비허르주 데브레첸에 있는 공항이다. 부다페스트 국제공항에 이어 헝가리에서 두 번째로 큰 공항이며 헤비즈-벌러톤 공항보다 크다. 데브레첸 국제공항은 도심에서 남서쪽으로 5 km (3.1 mi) 떨어져 있으며 루마니아와 우크라이나의 인접 지역으로도 쉽게 접근할 수 있다.